# Santa Marta del Cerro
Santa Marta del Cerro település Spanyolországban, Segovia tartományban. Santa Marta del Cerro Sepúlveda, Duruelo, Santo Tomé del Puerto, Casla, Ventosilla y Tejadilla, Prádena, Castroserna de Abajo és Condado de Castilnovo községekkel határos. Lakosainak száma 49 fő (2024).

## Népesség
A település népessége az elmúlt években az alábbi módon változott:
| Lakosok száma | 54   | 53   | 61   | 58   | 46   | 38   | 42   | 35   | 39   | 49   |
|               | 2001 | 2004 | 2007 | 2009 | 2012 | 2014 | 2017 | 2019 | 2022 | 2024 |